# Spoof?
『Spoof?』（スプーフ?）は、Dear初のオリジナルアルバムであり、事実上のラストアルバム。1997年2月10日にPLATINUM RECORDSより発売された。

## 概要
自身唯一のアルバム作品である。
本作以降に発売されたシングルはDearとしてのアルバムには収録されていない。

## 収録曲
※全編曲：Dear・辻剛
1. PSYCHEDELIC PARADISE
作詞：Mahiro、作曲：Yoshiaki
2. Shine
作詞：Mahiro、作曲：Yasu
2枚目のシングル。
3. 涙 きえるまで
作詞・作曲：Mahiro
3枚目のシングル
4. 空想の日曜日
作詞：Mahiro、作曲：eiri
5. mom 〜Heart Beat〜
作詞：eiri、作曲：Dear・辻剛
6. Bad comin' version 2.0
作詞：Mahiro、作曲：eiri
シングル『涙 きえるまで』のカップリング曲。
7. 最高の夜を
作詞：Mahiro、作曲：Yoshiaki
2枚目のシングル。
8. Melody
作詞：Mahiro、作曲：eiri
メジャーデビューシングル。
9. scene
作詞・作曲：Yoshiaki
10. childish
作詞・作曲：Yasu
後に4枚目のシングル『Pure〜この空の下で』のカップリング曲としてシングルカットされた。
11. 情熱の愛しき日々
作詞：Yasu、作曲：Yasu・eiri
12. CATCH! [Our future is a bullet!] version
作詞：Mahiro、作曲：eiri
シングル『Melody』のカップリング曲。